# Rona (pleme)
Rona.- pleme iz indijske države Andhra Pradesh, oko 2,600 pripadnika, prema procjeni 2005. godine.  Jezično Rona ili Rena pripadaju široj grupi Oriya, indijska grana indo-iranskih naroda i jezika. Po vjeri su hinduisti. Plemenski oriya što ga govore u Andhra Pradeshu poznat je kao adivasi oriya. 